# Hjertebladet asters
Hjertebladet asters (Symphyotrichum cordifolium) er en staude med en opret til overhængende vækstform. 

## Beskrivelse
Stænglerne er glatte og lysegrønne, og bladene er spredte, æg- eller hjerteformede med svagt takket rand. Begge sider er ensartet lysegrønne. 
Blomsterne ses fra september til november, og de sidder i store toppe ved skudspidserne. Kurveblomsterne har gule midterkroner og blå eller violette randkroner. Frøene er forsynet med en kort fnok og spirer villigt på egnede voksesteder.
Rødderne er grove og godt fordelt under planten. Den breder sig langsomt ved korte udløbere. 
Højde x bredde og årlig tilvækst: 0,40 x 0,40 m (40 x 5 cm/år). 

## Hjemsted
Hjertebladet asters vokser i skove på sandjord og i tørre enge over hele det østlige USA og Canada. Her findes den sammen med f.eks. Thuja, blyantene, canadisk bøffelbær, canadisk gyldenris, canadisk skarntydegran, fembladet vildvin, hjortetaktræ, papirbirk, rosenbrombær, rød hjortetrøst, rødeg, præriehirse, sukkerløn, tvillinghestemynte og vadegræs.

## Sygdomme
Denne Asters angribes ikke meget af meldug.
| Portal | Portal:Botanik |